# Universidad del Cauca
Die Universidad del Cauca ist eine öffentliche Hochschule in der Stadt Popayán in Kolumbien.

## Geschichte
Die Gründung erfolgte im November 1827. Die Universität unterstützte von Anfang an die Befreiung durch Simón Bolívar und Francisco de Paula Santander. Mehrere Hochschuldekrete von Simón Bolívar wurden innerhalb der Universität Cauca verfasst.
Die Universität hat ihre Wurzeln in den Bildungseinrichtungen der Kolonialzeit, dort wurde die Generation der späteren Protagonisten der Unabhängigkeitskämpfer gegen das spanische Imperium wie Francisco José de Caldas, Tomás Cipriano de Mosquera und Camilo Torres gebildet. Die Geschichte der Unabhängigkeit von Kolumbien und seine Anfänge als eine unabhängige Republik repräsentiert auch die Geschichte der Universität.
Im 20. Jahrhundert zog die Universität Studenten aus verschiedenen Regionen des Landes, vor allem aber aus dem Südwesten des Landes an. Siebzehn Absolventen der Universität Cauca waren bisher in der kolumbianischen Regierung tätig.
Das historische Universitätsarchiv in der Altstadt von Popayán besitzt eine Sammlung von Dokumenten aus der Kolonialzeit und Unabhängigkeit, die von Historikern und Sozialwissenschaftlern beachtet wird. Es wurde 1970 gegründet, José María Arboleda Llorente listete seit 1928 bis zu seinem Tod im Jahr 1969 rund 24.000 Dokumente. Dieser Fundus setzt sich aus Akten des Gouverneurs von Popayán, des unabhängigen Caucastaates, dem Departamento del Cauca und dem Justizarchiv zusammen.

## Standorte
- Campus Tulcán
- Santo Domingo Cloister
- Carmen Building
- The auditorium Caldas
- Museum of Natural History (http://museo.unicauca.edu.co/)
- Central Library Unicauca (http://biblio.unicauca.edu.co/)
- Vice-Rector for Research University of Cauca (http://investigacion.unicauca.edu.co/)
- Station of the University of Cauca 104.1 FM

## Fakultäten

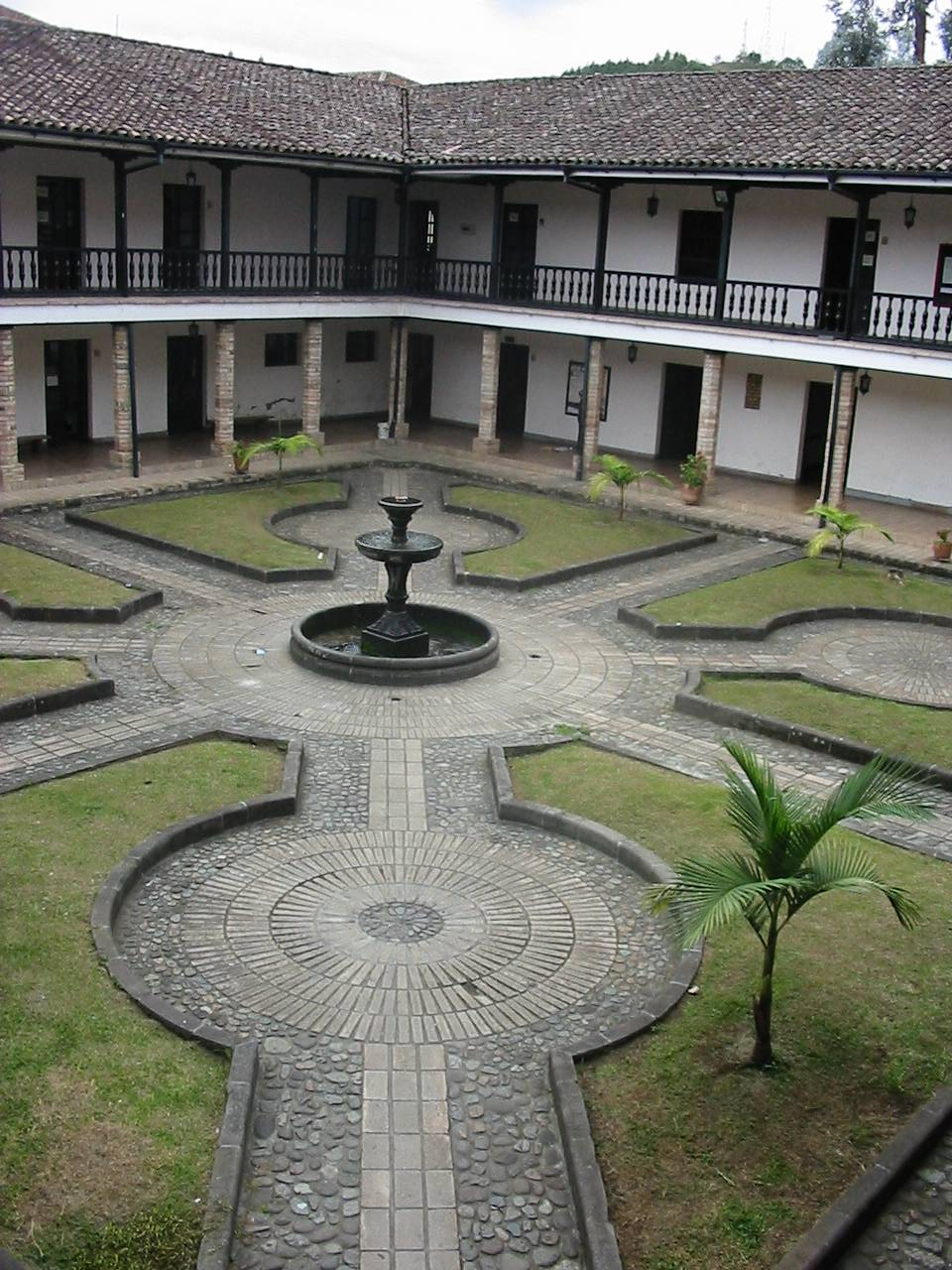
Innenhof der Fakultät El Carmen

Die Universität hat derzeit 9 Fakultäten:
- Fakultät für Elektrotechnik und Telekommunikation
- Fakultät für Bauingenieurwesen – FIC
- Fakultät für Gesundheitswissenschaften
- Fakultät für Recht und Sozialpolitik
- Fakultät für Naturwissenschaften
- Fakultät für Humanwissenschaften
- Philosophische Fakultät
- Fakultät für Agrarwissenschaften
- School of Accounting, Economics and Management
- Zentrum für Fernstudien

## Bekannte ehemalige Studierende
- Froilan Largacha Rechtsanwalt, Politiker und Präsident von Kolumbien
- Julian Trujillo Largacha, Anwalt, Politiker und Präsident von Kolumbien
- Ezequiel Hurtado, Politiker und Präsident von Kolumbien
- Diego Angulo Euclides Lemos, Politiker und Präsident von Kolumbien